# Dextraposición de la aorta
La dextraposición de la aorta o cabalgamiento de la aorta es una cardiopatía congénita donde la aorta se posiciona directamente sobre un defecto ventricular septal, en vez de sobre el ventrículo izquierdo.
El resultado es que la aorta recibe cierta cantidad de sangre del ventrículo derecho, lo que reduce la cantidad de oxígeno en la sangre circulante.
Es una de las cuatro características de la Tetralogía de Fallot. El resto de condiciones son estenosis pulmonar, hipertrofia ventricular derecha, y defecto septal ventricular.